# Cucullia scopula
Cucullia scopula là một loài bướm đêm trong họ Noctuidae.